# Overwatch 2
Overwatch 2 es un videojuego de disparos en primera persona. Fue desarrollado y publicado por Blizzard Entertainment. Es una secuela del hero shooter de 2016 Overwatch. El videojuego se diseñó para tener un entorno compartido para los modos de jugador contra jugador (JcJ) con el primer videojuego al tiempo que presenta modos cooperativos persistentes. Un cambio importante en el JcJ fue reducir el tamaño de los equipos de seis a cinco, lo que requirió que se reelaboraran varios personajes. El videojuego tuvo una beta cerrada en abril y mayo de 2022. El videojuego se lanzó como un título gratuito en acceso anticipado el 4 de octubre de 2022.

## Jugabilidad
Overwatch 2 es un hero shooter, donde los jugadores se dividen en dos equipos y seleccionan uno de los más de 30 personajes héroes establecidos. Los personajes se dividen en 3 clases: daño, los que realizan la mayor parte de la ofensiva del equipo contra el equipo contrario; apoyo, que proveen curaciones y beneficios a los compañeros de equipo; y tanque, que tienen un umbral de daño alto y pueden absorber el daño dirigido a sus compañeros de equipo. Cada personaje tiene un kit de habilidades diferente con una combinación de habilidades activas y pasivas, así como un poder definitivo especial que se puede usar después de cargarlo. Overwatch 2, así como Overwatch, presenta principalmente batallas de jugador contra jugador en varios modos y mapas diferentes, e incluye partidas emparejadas tanto casuales como clasificatorias.
Un cambio significativo será cambiar la jugabilidad a un modo JcJ de cinco contra cinco, con la restricción de permitir solo un tanque en juego en un equipo. Según Aaron Keller, la asignación anterior para seis jugadores por equipo y dos tanques hizo que la jugabilidad fuera más lenta de lo que les hubiera gustado, y al pasar a cinco jugadores y eliminar un tanque, creyeron que esto aceleraba el juego. Esto simplificó aún más la cantidad de acción que había que ver tanto para los jugadores como para los espectadores. Por lo tanto, se diseñaron nuevos mapas para incluir más opciones de cobertura debido a la presencia reducida de tanques. Los héroes tendrán una reelaboración general dentro de sus clases para hacer que el juego sea más rápido en general. Los héroes de daño generalmente tendrán una mayor velocidad de movimiento, mientras que los héroes de apoyo obtendrán algún tipo de habilidad pasiva de autocuración. Se espera que los héroes tanques experimenten el mayor cambio para que puedan asumir roles más ofensivos. Los héroes también están experimentando una actualización visual para reflejar los pocos años de tiempo en el juego que han pasado entre los eventos de Overwatch y Overwatch 2. El videojuego incluirá un sistema de ping, similar al de Apex Legends, para que los jugadores alerten fácilmente a sus compañeros de equipo sobre puntos de interés en el mapa además de las alertas existentes.
Se añadirá un nuevo modo JcJ, "Push", que funciona como un tira y afloja, donde cada equipo compite por el control de un robot que empuja la carga de un equipo hacia el lado del mapa del oponente cuando un equipo lo controla. Push se convertirá en parte de la rotación de mapas estándar en la Overwatch League y estará disponible para las partidas rápidas y el competitivo. Algunos modos de juego existentes podrían eliminarse en Overwatch 2; Kaplan ha declarado que es probable que los mapas de dos puntos de control, como Colina Lunar Horizonte, no estén disponibles en Overwatch 2, ya que han sido difíciles de equilibrar en respuesta a la supervisión del juego y los comentarios de los jugadores.
El juego tendrá modos persistentes de jugador contra entorno (JcE). Estos son similares a los eventos especiales de temporada, que contarán con misiones cooperativas de cuatro jugadores contra oponentes controlados por computadora. En este modo, los jugadores pueden ganar experiencia para el héroe que están usando y, en ciertos niveles de experiencia, desbloquear nuevas habilidades pasivas llamadas talentos que mejoran las habilidades actuales del héroe, lo que les permite personalizar cómo juega el héroe. Se agregarán al menos dos modos JcE: un modo de misiones basado en la historia, en el que los jugadores están limitados a una selección de héroes al reproducir misiones basadas en la historia de Overwatch, y misiones de héroes que permiten usar a todos los héroes para defenderse de oleadas de enemigos. en varios lugares. Blizzard anticipa que Overwatch 2 se lanzará con más de 100 misiones diferentes, utilizando mapas nuevos y mapas multijugador existentes ampliados para incluir nuevas áreas y agregando efectos dinámicos, como modos nocturnos y diurnos y efectos climáticos. Los tipos de enemigos se expandirán a partir de los oponentes robóticos del Null Sector utilizados durante los modos JcE de temporada, agregando nuevos tipos con un comportamiento único.
En mayo de 2023 se confirmó que en el modo JcE (que está por añadirse) los árboles de talento, las misiones para héroes y las nuevas mecánicas de jugabilidad han sido descartadas.

## Desarrollo
Overwatch 2 fue anunciado en la BlizzCon el 1 de noviembre de 2019. El videojuego mantendrá un "entorno multijugador compartido" junto al Overwatch original, de modo que los jugadores de cualquiera de los videojuegos puedan competir juntos en los modos existentes de jugador contra jugador (JcJ), conservando todos los artículos estéticos desbloqueados y otras características. Jeff Kaplan declaró que este fue un gran punto que tuvo que defender ante sus superiores en Blizzard, dada la tendencia actual de la industria de atraer nuevas ventas. Todos los nuevos héroes, mapas y modos JcJ se agregarán a ambos videojuegos para mantener este entorno compartido. Se agregarán al menos cuatro nuevos héroes, que incluyen a Sojourn, una oficial afrocanadiense de Overwatch que había sido introducida en los eventos de temporada de los Archivos de Overwatch, Junker Queen, la organizadora de peleas en Junkertown, Kiriko, una Kunoichi que lleva el espíritu del zorro, y Ramattra, el hermano de Zenyatta y líder de Null Sector.
Overwatch 2 se ejecutará en una versión mejorada del motor de juego de Overwatch que permite tamaños de mapa más grandes para soportar mejor los nuevos elementos JcE basados en la historia. Además, todos los héroes existentes están recibiendo rediseños visuales para Overwatch 2, aunque Blizzard no espera que todos los héroes tengan el suyo terminado para cuando se lance Overwatch 2, con doce de los 31 existentes completados en el momento de la revelación del videojuego.
Se espera que Overwatch 2 se lance para Microsoft Windows, PlayStation 4, Xbox One y Nintendo Switch, aunque actualmente el producto final no tiene fecha de lanzamiento establecida. Kaplan declaró que estaban más preocupados por la calidad del producto que por la puntualidad del lanzamiento. Los documentos de los inversores publicados en noviembre de 2021 informaron que una ventana de lanzamiento inicial planificada en 2022 se había pospuesto al menos hasta 2023, con la intención de «dar a los equipos más tiempo para completar la producción y continuar aumentando sus recursos creativos para respaldar los títulos después del lanzamiento». Kaplan anticipó que Overwatch y Overwatch 2 finalmente se fusionarán en un solo producto para evitar que las diferencias de motor de juego afecten la experiencia del jugador. El director técnico John Lafleur ha declarado que también están interesados en apoyar, como mínimo, la progresión multiplataforma y están analizando la posibilidad del juego multiplataforma. En marzo de 2022, Blizzard declaró que se habían centrado demasiado en Overwatch 2 en los últimos años en detrimento del soporte del videojuego original, y cambiaron los planes para lanzar Overwatch 2 en partes, con la parte JcJ que sería lanzada en forma beta en abril de 2022 y la parte JcE que llegaría más adelante. Esto les permitiría continuar apoyando a Overwatch junto con el desarrollo de Overwatch 2. Más tarde, Blizzard anunció que la primera ola de betas solo por invitación de Overwatch 2 comenzaría el 26 de abril de 2022 y finalizaría el 17 de mayo de 2022. El acceso a la versión beta cerrada se pudo obtener registrándose para tener la oportunidad de participar o viendo transmisiones de Twitch seleccionadas por tiempo limitado el 27 de abril.

## Personajes
Overwatch 2 cuenta en la actualidad con 41 personajes jugables denominados "héroes", mismos que están divididos en tres roles, sin embargo, actualmente solo se pueden utilizar a 39 de los personajes disponibles. En negrita se encuentran aquellos personajes que han sido anunciados oficialmente pero que aún no han sido lanzados. 
| Tanque | Daño | Apoyo                                                                                                |
| --- | --- | --- |
| - D.Va - Doomfist - Hazard - Junker Queen - Mauga - Orisa - Ramattra - Reinhardt - Roadhog - Sigma - Winston - Wrecking Ball - Zarya | - Ashe - Bastion - Cassidy - Echo - Freja - Genji - Hanzo - Junkrat - Mei - Pharah - Reaper - Soldado: 76 - Sojourn - Sombra - Symmetra - Torbjörn - Tracer - Venture - Widowmaker | - Ana - Baptiste - Brigitte - Illari - Juno - Kiriko - Lifeweaver - Lúcio - Mercy - Moira - Zenyatta |